# Tanytarsus longicollis
Tanytarsus longicollis är en tvåvingeart som först beskrevs av Jean-Jacques Kieffer 1909.  Tanytarsus longicollis ingår i släktet Tanytarsus och familjen fjädermyggor.
Artens utbredningsområde är Tyskland. Inga underarter finns listade i Catalogue of Life.